# Ondskans imperium
Ondskans imperium, engelska: Evil empire, var en term som myntades den 8 mars 1983 av USA:s dåvarande president Ronald Reagan om Sovjetunionen. 